# Berget (opera)
Berget (eng. The Mountain) är en svensk opera i en akt med musik av Kjell Perder och libretto av Björn Emland, beställd som en radioopera av Sveriges Radio P2 och uruppförd där 10 september 1994 med Sveriges Radios symfoniorkester och Radiokören. Dirigent var Jonas Dominique. Sångare var Erik Saedén (mannen), Jan Nilsson (pojken), Mikael Bellini (vittnet), samt medlemmar ur vokalensemblen Lamentabile Consort; Gunnar Andersson, Gary Graden, Bertil Marcusson och Olle Sköld. Produktionen var Sveriges Radios bidrag till Prix Italia 1995 och erhöll där juryns särskilda hedersomnämnande, framför allt för sitt tekniska nyskapande, och har därefter uppförts i ett flertal europeiska länder.
Operan baseras på den gammaltestamentliga berättelsen om Abraham som av Gud via en ängel fick prövningen att offra sin älskade son, Isak, på ett berg, men här är handlingen förflyttad till vår tid och dess (ofta religiöst/ideologiskt baserade) väpnade konflikter, där barnsoldater och ungdomar skickas ut i så kallat heligt krig, ofta för att kämpa om landområden och "heliga berg". Berget blir så till en stötesten, ett hinder mellan människor, men också en möjlighet till vidare vyer. Då Abraham fick nåd kallade han platsen "Berget där Herren låter se sig". I operan handlar det om en generationskonflikt, om olika synsätt och värderingar, om heder som viktigare än livet själv, och om dess alltför ofta tragiska konsekvenser, då sonen här vägrar gå ut i strid och därmed drar skam över familjen, och i gryningen kommer ett gåtfullt "vittne" på besök. Vad hände verkligen? Är pojken död för faderns hand?